# Подводен вулкан
Подводният вулкан е разновидност на вулканите. Разположен е под морското равнище, като периодично изригващите по проводящи канали магма и свързаните с нея газове и водни пари се изхвърлят в хидросферата.
По-голяма част от съвременните вулкани са разположени в пределите на три основни вулканични пояса: Тихоокеанския, Средиземноморско-Индонезийския и Атлантическия. Според проучванията подводните вулкани по своите мащаби и обема на постъпващата от недрата на Земята магма значително превишават вулканите на сушата. Например при средно 20 – 30 вулканични изригвания годишно на сушата постъпва около 1.5 кубически километра разтопена лава, докато за същото време от подводните вулкани постъпва 12 – 15 пъти повече магмен материал.
Животът в приповърхностния слой на океана, от който зависи и обема на погълнатите от океана парникови газове, се поддържа от активността на подводните вулкани. Те снабдяват фитопланктона със съединения на желязото, жизнено необходими за процесите на фотосинтеза. Желязото е съставна част за болшинството хранителни вериги в повърхностните води на океана, бедни откъм железни съединения. По-рано се е смятало, че те попадат там посредством реките от материците. Учени от университета в Минесота (САЩ) са доказали, че по-голямата част от желязото необходимо за храна на фитопланктона постъпва от самото дъно на океаните.
Подводните вулкани създават хидротермални струи в които водата достига няколкостотин градуса с разтворено голямо количество вещества, в това число и йони на желязото. Тези йони влизат в реакции с органичните съединения разтворени във водата образувайки микрочастици, които се разнасят от подводните течения. За разлика от по-окислената форма на Fe (III) от водата в реките на материците, в хидротермалните струи се съдържа по-голям процент от двувалентно желязо Fe (II), което е по-пригодено за усвояване от живите организми.
Всяка година вулканите увеличават дебелината на хидросферата с хилядна от милиметъра, като за целия период от съществуването на Земята те са изнесли от земните недра повече от половината от водата на Световния океан.

## Подводни вулканични изригвания
При подводните вулкани пирокластичния материал се насища с вода. Отложения от този тип за първи път са описани на Филипините, след изригване на вулкана Таал през 1968 г. Представляват напластявания от тънки слоеве пемза. В резултат от дейността на подводни вулкани могат да се образуват острови, например Реюнион – вулканичен остров в Индийския океан или Хавайските острови – разположени в средата на Тихия океан.
Най-дълбоко разположените на океанското дъно подводни вулкани са открити от британска научна експедиция с Кралския изследователски кораб „Джеймс Кук“ на дълбочина от около 5000 метра в Каймановата падина на Карибския басейн. Този тип подводни вулкани известни като "черни пушачи” са открити за първи път през 80-те години на 20 век в Тихия океан. Разположени са в дълбочинен диапазон между 1500 и 4000 метра под морското равнище. Високата концентрация на сероводород около хидротермалните цепнатини са създали условия за формиране на уникални форми на живот: бактерии-екстремофили и по-високо организирани организми и биологични съобщества които дават ценна информация на изследователите за механизма на възникване на живота на Земята. Описани са над 500 вида от тези биологични организми, които не използват енергията на слънчевите лъчи за преобразуване на органиката, а окисляването на метана или сероводорода. Всички членове на тези съобщества като червеи раци и рибки се хранят с органиката която произвеждат бактериите ненуждаещи се от кислород.
Друг действащ огромен дълбоководен вулкан до Индонезия, наречен Кавио Барат (Kawio Barat) е открит на 5500 метра дълбочина от изследователския кораб „Okeanos Explorer“ на NOAA. Това е масив достигащ 3800 метра височина.
С помощта на многолъчев сонар на борда на НИК „Southern Surveyor“ на Австралийския национален университет и цифрова обработка на получената от него информация на североизток от остров Фиджи е регистрирана цяла група от новооткрити подводни вулкани създадени в резултат на мощна вулканична активност. Два от тях, получили имената Дюгон и Лобстер са разположени съответно на 1100 и 1500 метра дълбочина.
Изригванията на вулканите влияят върху формирането на релефа на океанското дъно, на състава на морската вода, като в много случаи причиняват цунами. Повече от 50% от известните полезни изкопаеми в света са свързани с вулканично-утаечните процеси.
Масираното изригване на вулканите са довеждали Земята до глобални катастрофи през целия ѝ геоложки период на развитие. Според норвежкия изследовател Хенрик Свенсен преди 55 милиона години благодарение на такава масирана активност на подводните вулкани средната температура на повърхността на Земята се покачила до 50 градуса по Целзий в продължение на почти 170 000 години, което довело до измиране на повечето тогавашни биологични видове като стимулирало буйното развитие на растителния свят, както и появата на бозайниците. Затоплянето на атмосферата станало възможно благодарение на отделените трилиони тонове метан, създаващи по-силен парников ефект от въглеродния двуокис. Сгорещената магма е способствала за размразяване на голям процент от замръзналите газохидрати под дъното на Световния океан и отделянето на метана в атмосферата. Този период продължил повече от 200 000 години.